# بي 83 (قنبلة نووية)

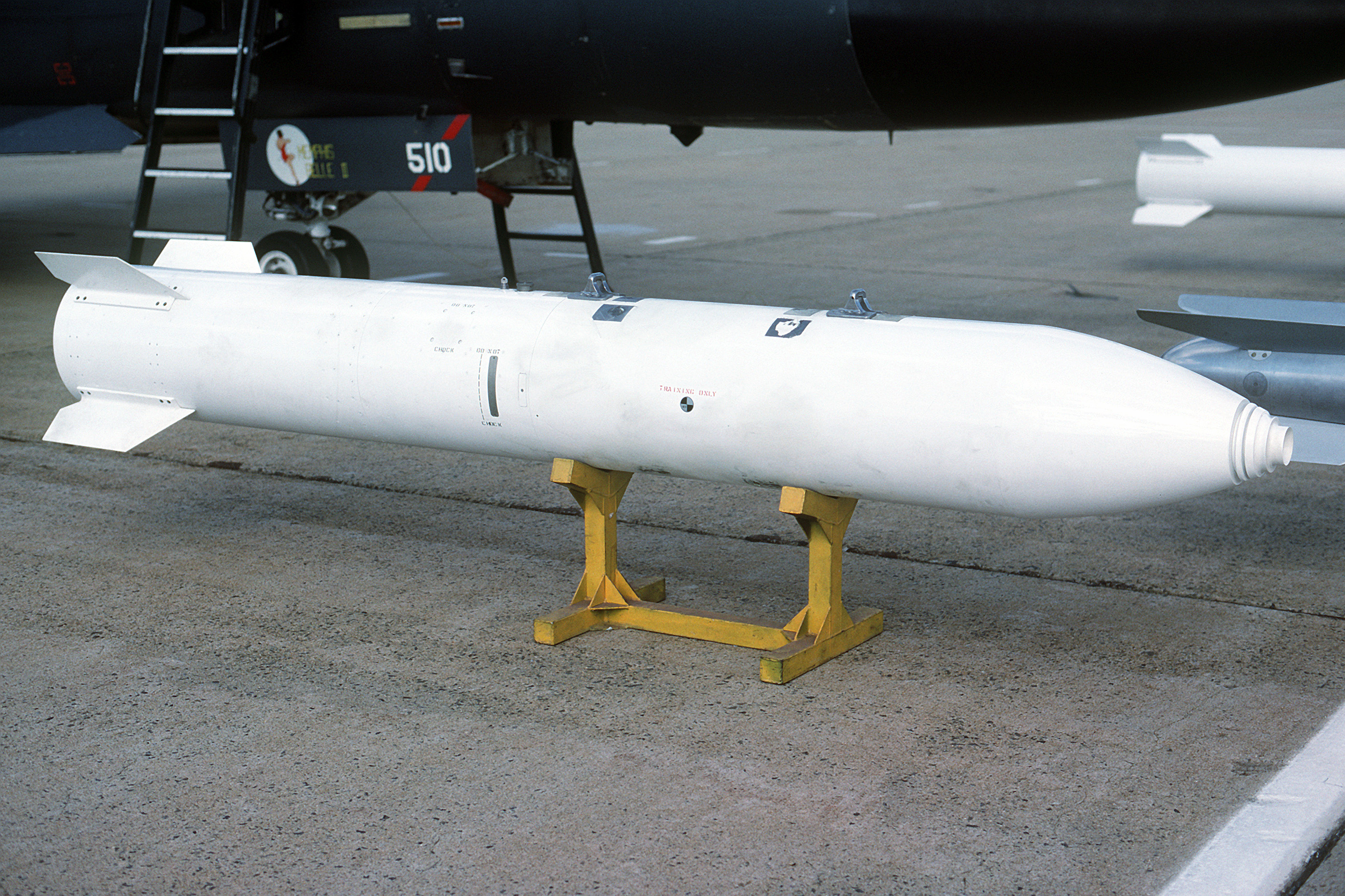
غطاء البي 83

البي 83 (بالإنجليزية:B83 nuclear bomb) قنبلة هيدروجينية غير موجهة متغيرة القوة التفجيرية (بالإنجليزية:variable-yield)، صنعتها الولايات المتحدة في أواخر السبعينات الميلادية، دخلت الخدمة عام 1983م.وتعادل قوتها التفجيرية ما يقارب من 1.2 مليون طن (ميغا طن) من التي إن تي، أي 75 ضعف القنبلة الذرية «الولد الصغير»  التي ألقيت على مدينة هيروشيما في 6 أغسطس 1945م، التي كانت تعادل 16 كيلو طن من التي إن تي، و البي 83 أقوى القنابل النووية في ترسانة الولايات المتحدةمنذ 25 أكتوبر 2011 بعد تقاعد بي53. تم تصميمها في مختبر لورانس ليفرمور الوطني، وأول اختبار لها جرى تحت الأرض حيث فجرت في 15 كانون الأول / ديسمبر 1984م.

## تاريخها
البي 83 استندت أساسًا على برنامج تطوير القنبلة بي 77 التي تم إيقاف العمل في تطويرها بسبب تجاوزها التكاليف المتوقعة.